# Рудой, Алексей Николаевич
Алексе́й Никола́евич Рудо́й (19 августа 1952 года, Томск — 22 ноября 2018 года, там же) — советский и российский геоморфолог, гляциолог, географ. Основоположник нового направления научных исследований — четвертичной гляциогидрологии. Автор теории дилювиального морфолитогенеза.
Доктор географических наук (с 1995), профессор (с 1998), действительный член Русского географического общества, член Гляциологической и Селевой ассоциаций и Комиссии по континентальной палеогидрологии Международного союза по изучению четвертичного периода, Почётный работник высшего профессионального образования Российской Федерации.

## Биография
Алексей Николаевич Рудой родился 19 августа 1952 года в городе Томске.

### Семья
Отец, Николай Алексеевич (1919—2002), из семьи рабочего, окончил Днепропетровский педагогический институт и, после Великой Отечественной войны, Академию МВД. Во время войны командовал артбатальоном. Вышел в запас в звании полковника, ветеран МВД СССР. Мать, Тамара Николаевна Рудая (в девичестве — Курушина) (1924—2003), из семьи служащих, в 1941 году из 10-го класса по комсомольскому набору была направлена радисткой в партизанский отряд под Волоколамском. После войны служила в органах госбезопасности, была чемпионкой Томской области по стрельбе из винтовки, ветеран КГБ-ФСБ.
Сестра, Барковская Наталия Николаевна (5.09.1949 — 13.10.1975), окончила томскую школу № 6, факультет иностранных языков ТГПУ, была учительницей немецкого языка, погибла в автокатастрофе.
Сын, Рудой Алексей Алексеевич (28.06.1993 — 28.09.2005), школьник, разбился на скалах на острове Ольхон, оз. Байкал; дочь Рудая Наталия Алексеевна (род. 19.10.1976), окончила Томскую гимназию № 6 и Томский государственный университет по кафедре ботаники, кандидат биологических наук, доктор географических наук, старший научный сотрудник Института археологии и этнографии СО РАН (Новосибирск).

### Деятельность
Алексей Рудой после окончания школы № 6 с углублённым преподаванием немецкого языка поступил на геолого-географический факультет Томского государственного университета, где защитил дипломную работу на тему «Геоморфология средней части бассейна реки Ванкарем (Восточная Чукотка) в связи с россыпной золотоносностью» под научным руководством профессора А. А. Земцова.
Проработав почти год инженером-геологом (на изысканиях под строительство площадок Сибирского химического комбината, авиаобъектов г. Стрежевого и др.), он был приглашён в Проблемную научно-исследовательскую лабораторию гляциоклиматологии ТГУ, созданную сибирским гляциологом, лауреатом Сталинской премии, профессором М. В. Троновым..
Окончив аспирантуру в отделе гляциологии Института географии РАН под руководством М. Г. Гросвальда по специальности «гидрология суши, водные ресурсы, гидрохимия (гляциология)», начал серьёзно заниматься различными вопросами гляциальной геоморфологии и общей гляциологии.
Умер в Томске 22 ноября 2018 года.

## Основные направления научной и педагогической деятельности

### Главные научные интересы
Ледниковая геоморфология и геология горных стран, четвертичная палеогеография, палеогляциология и палеогидрология, общие вопросы гляциологии и физической географии, методика преподавания естествознания в высших учебных заведениях.
Работал экспертом (1998—2002) в программе Международного экологического фонда по проекту ЮНЕСКО «Объекты Всемирного природного наследия»«Алтай — Золотые горы» (в частности, по территории плоскогорья Укок).
Являлся членом научного экспертного совета Комитета по гражданской обороне и чрезвычайным ситуациям Администрации Томской области (с 2010 г.).
Научный руководитель и ответственный исполнитель (с 1991 г.) проектов по грантам НАСА, РФФИ, ДААД, Deutsche Forschungsgemeinschaft, European Science Foundation, WWF, Британского Королевского общества и др.

### Преподавательская работа
С 1975 года Рудой разработал и вёл лекции по картографии, общей и динамической геологии, общей геоморфологии, общей гляциологии и мерзлотоведению, практические занятия по методам географических исследований и по картографическому черчению и рисованию, спецкурсы по палеогеографии четвертичного периода, теории катастроф, флювиальной геоморфологии, гляциальной геоморфологии, геологии россыпей и др. для студентов и магистрантов различных университетов России и мира. Осуществлял руководство курсовыми и дипломными работами студентов-географов, аспирантами и докторантами, а также учебными и производственными полевыми практиками по физической географии. Куратор магистратуры и автор учебных планов по геоморфологии в Томском государственном университете.
Читал лекционные спецкурсы и семинары по современным проблемам физической географии в Томском областном институте учителя, в Ховдском филиале Монгольского госуниверситета, в Томском государственном университете и в Алтайском государственном университете; по флювиальной геоморфологии и палеогляциологии — в университетах Аугсбурга (ФРГ) и Цюриха (Швейцария).
Разработал учебные планы по двум географическим специальностям Томского государственного педагогического университета: география-биология и география-история, по которым в настоящее время обучаются студенты-географы педагогического университета. Он является организатором географического образования в ТГПУ, первым заведующим созданной им кафедры общей географии и рационального природопользования и первым деканом организованного им географического факультета (с 1990 года).

## Экспедиции
- 1971 — Горный Алтай, студент, маршрутный и горный рабочий;
- 1972 — Эвенкия, Тунгу́сское тра́пповое плато́, бассейны северных притоков Подка́менной Тунгуски, студент, техник-геолог, геоморфологическая съемка 200-тысячного масштаба;
- 1973 — Восточная Чукотка, студент, техник-геолог, геолого-разведочные работы на россыпное золото, геоморфологическая съемка;
- 1974—1975 — Западная Сибирь, инженер-геолог, инженерно-геологические изыскания на территории Западной Сибири;
- 1976 — Экспедиционная экскурсия в ледниковых районах Тянь-Шаня, где изучались геологические следы прорывов современных приледниковых озёр;
- 1975—2009 — Горный Алтай, начальник геоморфологического и гляциологического отрядов, начальник экспедиций;
- 1977—1978 — Восточная Антарктида, научный поход на Купол «С»[13], международная экспедиция АН СССР, младший научный сотрудник-гляциолог;
- 1981—1982 — Восточная Антарктида, научный поход на Купол «В», гляциологические исследования на станциях Молодёжная, Мирный, Восток. Экспедиция АН СССР, научный сотрудник-гляциолог;
- 1983 — Памир, Горный Бадахшан, Памирская экспедиция АН СССР, гляциолог, работы в области абляции, ледник Медвежий (долина Ванча).

В этой памирской экспедиции Рудой проделал геолого-геоморфологические маршруты по долине Ва́нча до ледника Абдукаго́р, поднялся по леднику Русского Географического общества, исследовал долину р. Дустиро́з, а также сделал несколько попыток проникнуть в гроты под пульсирующий ледник Медвежий с целью изучения и диагностики геологических следов систематического возникновения современных ледниково-подпрудных озёр выше ледника Русского Географического общества, а также следов их прорывов. Вдвоем с гидрологом И. Пылевым из МГУ он исследовал фи́рновую зону верховьев Абдукагора, а также, в составе гляциологического отряда ИГ РАН, наблюдал гляциотектони́ческие изменения поверхности готовящегося к очередному сёрджу ледника Медвежий.
- 1986 — Экспедиционная экскурсия в Забайкалье. Вместе с коллегами, геологами и археологами, обсуждалась проблема происхождения мощных ритмичнослоистых толщ забайка́льских песков;
- 1994 (май) — Географические экскурсии совместно с известным сибирским ботаником, профессором А. С. Ревушкиным в Западной Венгрии и в предгорьях Альп;
- 1994 — Международная экспедиция в Швабском Альбе, Бавария, в Австрийских Альпах и ледниковых районах Северного Тироля. Совместные работы ТГПИ и А́угсбургского университета (ФРГ), руководитель российской группы;
- 1995 — Палеогляциологические и седиментологические исследования в среднем течении долины р. Рейн, Швейцария, приглашённый профессор.

Экспедиции в районах современного и древнего оледенения в Восточной и Центральной Антарктиде, на Памире, в Австрийских и Бернских Альпах, а также в бассейне среднего течения р. Рейн, в Швабском Альбе и в низовьях долины р. Инн оказали большое влияние на научное мировоззрение Рудо́го. Исключительно важными в его научной биографии оказались исследования разрезов и рельефа северных предго́рий Альп, в частности, и потому, что именно в них разрабатывались классические альпийские схемы подразделения плейстоцена Центральной Европы.
- 1997 (май) — Обзорная экспедиционная экскурсия в Западной Монголии совместно с профессорами А. С. Ревушкиным (Томский университет) и Нямдаваа́ (Ховдский университет);
- 2004 — Геоморфологическая экспедиция в бассейне р. Ирку́т и на Иркут-О́кинском междуре́чье совместно с Э. Осиповым (Лимнологический институт СО РАН, Иркутск);
- 2001 — Геологическая международная экспедиция по Хакасии и Туве.
- 2012 (март) — экспедиция на территории Намибии. Архивная копия от 5 марта 2016 на Wayback Machine

## Научные концепции

### Теория дилювиального морфолитогенеза
Открытие Рудым в долинах рек Чуи и Катуни на Алтае геолого-геоморфологических следов систематических катастрофических гляциальных суперпаводков — дилювиальных потоков-мегафладов (в их числе — гигантских знаков ряби течения, дилювиальных валов и террас, «сухих водопадов», спиллве́ев и других форм), расходы которых превышали 18 млн м³/с, а скорости достигали почти 50 м/с, и которые формировали центрально-азиатский скэ́бленд (по пионерной терминологии автора), разрушило более чем 60-летнее представление об уникальности грандиозных прорывов описанного во всех современных учебниках североамериканского плейстоценового озера Миссула. Исследованные и часто впервые терминологически определённые Рудым дилювиальные процессы (как и новое значение самого термина «дилювий») из разряда феноменальных встали в ряд нормальных экзогенных процессов рельефообразования, производящих в определённых ороклиматических условиях колоссальную геологическую работу в очень короткие промежутки времени — минуты, часы, дни.
Последствия этой работы сравнимы с результатами таких природных катаклизмов, как землетрясения, цунами и вулканизм. К этим взглядам со временем принципиально присоединились и другие известные специалисты: М. Г. Гросвальд, И. А. Волков, В. В. Бутвиловский, Г. Г. Русанов, И. Зольников, А. А. Мистрюков, В. Р. Бейкер, П. А. Карлинг, Маттиас Кууле, Г. Комацу, Юрген Хергет, Э. Браун, К. Ройтер, Л.-И. Шеньк, П. Хуггенбергер, К. Зигенталер и другие, число которых с каждым годом увеличивается, как увеличивается и количество публикаций на эту тему, в том числе и ссылок в международных университетских учебниках и фундаментальных научных монографиях. Однако у этой теории есть и последовательные оппоненты, главным образом — в России. Новейшая критика этих взглядов в России представлена Г. Г. Русановым и Ю. Хергетом в международной научной печати.
Новые данные, полученные Рудым с коллегами, показали, что реконструированные дилювиальные потоки из Чуйско-Курайского ледниково-подпрудного озера были самыми мощными из известных потоков пресной воды на Земле. Статья в журнале Science и последующие публикации на западе А. Н. Рудого, П. Э. Карлинга и других учёных вызвали большой интерес у специалистов всего мира, поскольку научное сообщество узнало, что Американский континент больше не является единственным в мире «обладателем» уникальных ледниково-подпрудных озёр, сбросы которых создавали скэбленды Британской Колумбии. На эти работы почти немедленно отреагировали и иностранные масс-медиа.
В 2001 году из Красноярска в Туву и далее вверх по Енисею отправился международный полевой симпозиум ГЛОКОП (GLOCOPH) для знакомства с дилювиальным рельефом Тувы, в которой участвовали геоморфологи и гидрологи со всех континентов (кроме Антарктиды).
Концепция дилювиального морфолитогенеза, защищённая её автором в первой в СССР такого рода кандидатской диссертации (1987), уже оформленной в виде теории через 8 лет была защищена в Институте географии РАН в качестве докторской на тему «Четвертичная гляциогидрология гор Центральной Азии». Именно в этой диссертации было обосновано и защищено положение о необходимости разработки нового научного междисциплинарного направления, в рамках которого и разрабатывалась авторская теория. Международное научное сообщество обсуждало эту теорию на Конгрессе Международного союза по изучению четвертичного периода (ИНКВА) в Берлине в августе 1995 года, когда Рудой впервые лично представил её на самом высоком научном форуме палеогеографов, палеогляциологов и геологов-четвертичников мира.
Теория дилювиального морфолитогенеза Рудого, в основе которой лежит положение о связи гляциального и дилювиального процессов, позволяет выявлять последние в сходных с изученными палеогляциогидрологических ситуациях в любых регионах Земли и других планет (в частности, на планете Марс) и реконструировать и прогнозировать на любые хронологические срезы.

### Концепция о наледныхледоёмах. «Пойманные» озёра
Развив высказанную в 1930 г. на Геологическом съезде в Ташкенте идею советского геолога В. П. Нехорошева (1893—1977), Рудой выдвинул концепцию о ледоёмах налёдного типа. Согласно этой концепции, ледоёмы представляют собой не только резервуары, в которых скапливаются глетчерные льды с горного обрамления котловин (так называемые классические ледоёмы Нехорошева, как обозначил их Рудой), но и принципиально новые морфогенетические типы оледенения. Когда снеговая линия опускается ниже зеркала приледниковых озёр, последние вовлекаются в зону питания ледников и сами становятся гигантскими центрами оледенения (положительная инверсионная ледниковая морфоскульптура). Озёра становятся «пойманными». Наледные ледоёмы и «пойманные» озёра в настоящее время установлены для ледникового плейстоцена Алтая, Канады, Тянь-Шаня и др. Рудой создал первые работы обо всех ранее известных и открытых им впервые четвертичных ледоёмах горных стран и составил их первую классификацию.

## Избранные труды
Автор более 200 научных и научно-популярных трудов и учебников, в том числе — десятка книг.
Избранные работы:
- Рудой А. Н. К диагностике годичных лент в озерно-ледниковых отложениях Горного Алтая // Известия Всесоюзного географического общества, 1981. — Т. 113. — Вып. 4. — С. 334—339.
- Рудой А. Н. О возрасте тебелеров и времени окончательного исчезновения ледниково-подпрудных озёр на Алтае // Известия Всесоюзного географического общества, 1988. — Т. 120. — Вып. 4. — С. 344—348.
- Рудой А. Н. Режим ледниково-подпрудных озёр межгорных котловин Южной Сибири // Материалы гляциологических исследований, 1988. — Вып. 61. — С. 36-34.
- Рудой А. Н., Галахов В. П., Данилин А. Л. Реконструкция ледникового стока верхней Чуи и питание ледниково-подпрудных озёр в позднем плейстоцене // Известия Всесоюзного географического общества, 1989. — Т. 121. — Вып. 2. — С. 236—244.
- Baker V.R., Benito G., Rudoy A.N. Paleohydrology of late Pleistocene Superflooding, Altay Mountains, Siberia // Science, 1993. — Vol. 259. — Р. 348—352.
- Rudoy A.N., Baker V.R. Sedimentary Effects of cataclysmic late Pleistocene glacial Flooding, Altai Mountains, Siberia // Sedimentary Geology, 1993. — Vol. 85. — No. 1—4. — Р. 53-62. Архивная копия от 15 сентября 2011 на Wayback Machine
- Рудой А. Н. Скейбленд Центральной Азии // Природа, 1994. — Вып. 8. — С. 3-20.
- Рудой А. Н., Кирьянова М. Р. Озерно-ледниковая подпрудная формация и четвертичная палеогеография Алтая // Известия Русского географического общества, 1994. — Т. 126. — Вып. 6. — С. 62—71.
- Рудой А. Н. Геоморфологический эффект и гидравлика позднеплейстоценовых йокульлаупов ледниково-подпрудных озёр Южной Сибири // Геоморфология, 1995. — Вып. 4. — С. 61—76.
- Рудой А. Н.. Кирьянова М. Р. Эрозионные террасы и экзогенная геоморфология Северо-Восточного Сайлюгема, бассейн Чуйской котловины, Алтай // Геоморфология, 1996. — Вып. 1. — С. 87—96.
- Рудой А. Н., Бейкер В. Р. Палеогидрология скейбленда Центральной Азии // Материалы гляциологических исследований, 1996. — Вып. 80. — С. 103—115.
- Grosswald M.G., Rudoy A.N. Quaternary Glacier-Dammed Lakes in the Mountains of Siberia // Polar Geography, 1996. — Vol.20. — Iss.3. — P.180—198.
- Словарь геологических терминов и понятий(соавтор)
- Гросвальд М. Г., Рудой А. Н. Четвертичные ледниково-подпрудные озера в горах Сибири // Известия РАН. Серия географическая, 1996. — Вып. 4. — С. 112—126.
- Рудой А. Н. Основы теории дилювиального морфолитогенеза // Известия Русского географического общества, 1997. — Т. 129. — Вып. 1. — С. 12—22.
- Rudoy A.N. Mountain Ice-Dammed Lakes of Southern Siberia and their Influence on the Development and Regime of the Runoff Systems of North Asia in the Late Pleistocene. Chapter 16. (P. 215—234.) — Palaeohydrology and Environmental Change / Eds: G. Benito, V.R. Baker, K.J. Gregory. — Chichester: John Wiley & Sons Ltd, 1998. 353 p. ISBN 0-471-98465-5
- [publ.lib.ru/ARCHIVES/R/RUDOY_Aleksey_Nikolaevich/_Rudoy_A.N..html Рудой А. Н. Феномен Антарктиды. — Томск: STT, 1999. — 128 с.] — ISBN 5-7237-009 (ошибоч.)
- Рудой А. Н. Ледниковые катастрофы в новейшей истории Земли // Природа. — 2000. — № 9. — С. 35-45.
- Рудой А. Н., Лысенкова З. В., Рудский В. В., Шишин М. Ю. Укок (прошлое, настоящее, будущее) / Ред. В. В. Рудский и А. Н. Рудой. — Барнаул: Алтайский университет, 2000. — 174 с. ISBN 5-7904-0147-3
- Рудой А. Н. Четвертичные ледоемы гор Южной Сибири // Материалы гляциологических исследований, 2001. Вып. 90. С. 40—49.
- Рудой А. Н. Геологическая работа четвертичных гляциальных суперпаводков. Формы дилювиальной эрозии и эворзии // Известия Русского географического общества, 2001. — Т. 133. — Вып. 4. — С. 31—40.
- Рудой А. Н. Гидравлические характеристики и возможная геохронология четвертичных гляциальных суперпаводков на Алтае // Известия Русского географического общества, 2001. — Т. 133. — Вып. 5. — С. 30—41.
- Рудой А. Н. Обратная сторона Луны? // Алтайский вестник, 2002. — № 2. — С. 52 — 64. Архивная копия от 20 июля 2011 на Wayback Machine
- Rudoy A.N. Glacier-Dammed Lakes and geological work of glacial superfloods in the Late Pleistocene, Southern Siberia, Altai Mountains // Quaternary International, 2002. — Vol. 87/1. — P. 119—140. Архивная копия от 19 августа 2012 на Wayback Machine
- Рудой А. Н. О так называемых флювиогляциальных отложениях и о месте дилювиальных процессов в литодинамической сукцессии // Вестник ТГПУ. — 2003. — Т. 4(36). — С. 80—85. Архивировано 1 сентября 2011 года.
- Рудой А. Н. О критике «традиционной моренной геоморфологии»… // Вестник ТГПУ. — 2004. — Т. 6(43). — С. 164—169. Архивировано 1 сентября 2011 года.
- [publ.lib.ru/ARCHIVES/R/RUDOY_Aleksey_Nikolaevich/_Rudoy_A.N..html Рудой А. Н. Гигантская рябь течения (история исследований, диагностика и палеогеографическое значение) — Томск: ТГПУ, 2005. — 228 с.]
- Основы почвоведения (учебник для ВУЗов) / Ред. С. П. Кулижский и А. Н. Рудой. — Томск: ТГПУ, 2005. — 408 с. ISBN 5-89428-158-X
- Рудой А. Н. Гигантская рябь течения (история исследований, диагностика и палеогеографическое значение) // Материалы гляциологических исследований, 2006. — Вып. 101. — С. 24—48.
- Рудой А. Н., Земцов В. А. Новые данные моделирования гидравлических характеристик позднечетвертичных дилювиальных потоков из Чуйского и Курайского ледниково-подпрудных озёр на Алтае // Лед и снег, 2010. — № 1 (109). — С. 111—118.
- Рудой А. Н., Русанов Г. Г. Последнее оледенение в бассейне верхнего течения реки Коксы. — Бийск: «АГАО», 2010. — 148 с. ISBN 978-5-85127-594-4
- Рудой А. Н., Русанов Г. Г. Последнее оледенение Северо-Западного Алтая. Бассейн реки Коксы. — Томск: Изд-во НТЛ, 2010. — 240 с.: илл. Архивная копия от 14 августа 2011 на Wayback Machine ISBN 978-5-89503-474-3

## Награды и премии
- Знак ВЦСПС «За достижения в самодеятельном искусстве» (1983)
- Почётный работник высшего профессионального образования Российской Федерации (2002)
- Медаль «За заслуги в области образования» Томского государственного педагогического университета (2002)
- Медаль «За заслуги перед Томским государственным университетом» (2003)
- Медаль «За заслуги перед городом. В честь 400-летия г. Томска» (2004)
- Почётная грамота Администрации Томской области (2010)[38]